# Ashby St Ledgers
Ashby St Ledgers is een civil parish in het bestuurlijke gebied Daventry, in het Engelse graafschap Northamptonshire met 173 inwoners.